# Daniel Ngom Kome
Daniel Armand Ngom Kome (ur. 19 maja 1980 w Bangonie) – kameruński piłkarz występujący na pozycji pomocnika.

## Kariera klubowa
Swoją karierę zaczynał w Stade Bandjoun. Następnie grał w Coton Sport FC de Garoua. W sezonach 1997 i 1998 wywalczył z nim dwa mistrzostwa Kamerunu., W sezonie 1999/2000 odszedł stamtąd do Hiszpanii, a jego nowym klubem były rezerwy Atlético Madryt, które grały wówczas w 3 lidze. Rozegrał 33 mecze i strzelił 3 bramki, jednak było to za mało, by przebić się do podstawowego składu drużyny z Estadio Vicente Calderón. Nie chcąc dłużej grać w Segunda División B odszedł do Levante UD, grającego w Segunda División, gdzie spotkał swojego rodaka, Jeana Dikę. Wkrótce przeniósł się do Numancii, gdzie spotkał innego Kameruńczyka – Patricka Suffo. Trzy sezony dobrej gry w drugiej lidze zaowocowały zainteresowaniem ze strony klubów pierwszoligowych. Ngom Kome wybrał Getafe CF. Debiut w Primera División zaliczył w 6. kolejce, w której Getafe pokonało 3:1 Athletic Bilbao, a Kameruńczyk wszedł w 75 minucie spotkania. Łącznie w tym klubie rozegrał 20 meczów, dwa razy trafiając do siatki rywala. Jego debiutancki w Primera División gol padł w 22 kolejce, a Getafe mierzyło się z Numancią, byłym klubem Ngom Kome, i było to jedyne trafienie w tym meczu. Ostatecznie Getafe zajęło 13 pozycje w lidze. W sezonie 2005/2006 skorzystał z oferty Murcii. Pograł tam jeden sezon, strzelając 3 bramki w 32 meczach i ponownie trafił do pierwszej ligi. W sezonie 2006/2007 został zawodnikiem RCD Mallorca. Grał tam przez jedną rundę i został sprzedany do drugoligowego Realu Valladolid. W 2008 roku odszedł do CD Tenerife, z którym w 2009 roku awansował do Primera División. W 2011 roku zakończył w nim swoją karierę.

## Kariera reprezentacyjna
Występy w reprezentacji Kamerunu rozpoczął meczem z Angolą, 9 lipca 2000 roku. Zdobył Puchar Narodów Afryki w 2002 roku, a "Nieposkromione Lwy" pokonały w finale Senegal po rzutach karnych, 3:2. W 2000 roku grał na Igrzyskach Olimpijskich w Sydney, kiedy to reprezentacja Kamerunu pokonała Hiszpanię 5:3 w karnych (2:2 w regulaminowym czasie). Warto dodać, że piłkarze z Afryki przegrywali 2:0 i musieli odrabiać straty, co im się udało. Ngom Kome ma za sobą udział w Mistrzostwach Świata 2002 i udział w dwóch meczach, z Arabią Saudyjską (zmieniony w 46 minucie przez Salomona Olembé), oraz z Niemcami (w tym meczu z kolei wszedł za Olembé, w 64 minucie). Reprezentował Kamerun podczas Pucharu Narodów Afryki 2006, gdzie zagrał trzy mecze: z Angolą (żółta kartka), Togo i ćwierćfinale z Wybrzeżem Kości Słoniowej, na którym ekipa Artura Jorge zakończyła swój udział, przegrywając w karnych 12:13. W kadrze narodowej od 2000 do 2009 rozegrał 35 meczów i strzelił 2 gole.

## Kariera w liczbach
| Sezon   | Klub                     | Kraj      | Flaga     | Rozgrywki          | Mecze | Bramki |
| ------- | ------------------------ | --------- | --------- | ------------------ | ----- | ------ |
| 1996    | Stade Bandjoun           | Kamerun   | Kamerun   | Première Division  | ?     | ?      |
| 1997    | Coton Sport FC de Garoua | Kamerun   | Kamerun   | Première Division  | ?     | ?      |
| 1998    | Coton Sport FC de Garoua | Kamerun   | Kamerun   | Première Division  | ?     | ?      |
| 1999    | Coton Sport FC de Garoua | Kamerun   | Kamerun   | Première Division  | ?     | ?      |
| 1999/00 | Atlético Madryt B        | Hiszpania | Hiszpania | Segunda División B | 33    | 3      |
| 2000/01 | Levante UD               | Hiszpania | Hiszpania | Segunda División   | 7     | 0      |
| 2001/02 | CD Numancia              | Hiszpania | Hiszpania | Segunda División   | 26    | 1      |
| 2002/03 | CD Numancia              | Hiszpania | Hiszpania | Segunda División   | 32    | 5      |
| 2003/04 | CD Numancia              | Hiszpania | Hiszpania | Segunda División   | 30    | 6      |
| 2004/05 | Getafe CF                | Hiszpania | Hiszpania | Primera División   | 20    | 2      |
| 2005/06 | Ciudad de Murcia         | Hiszpania | Hiszpania | Segunda División   | 32    | 3      |
| 2006/07 | RCD Mallorca             | Hiszpania | Hiszpania | Primera División   | 5     | 0      |
| 2006/07 | Real Valladolid          | Hiszpania | Hiszpania | Segunda División   | 2     | 0      |
| 2007/08 | Real Valladolid          | Hiszpania | Hiszpania | Primera División   | 15    | 1      |
| 2008/09 | CD Tenerife              | Hiszpania | Hiszpania | Segunda División   | 36    | 6      |
| 2009/10 | CD Tenerife              | Hiszpania | Hiszpania | Primera División   | 29    | 0      |
| 2010/11 | CD Tenerife              | Hiszpania | Hiszpania | Segunda División   | 25    | 6      |